# پاتپه دورود
پاتپه دورود مربوط به دوران پیش از تاریخ ایران باستان تا دوران‌های تاریخی پس از اسلام است و در دورود، بافت قدیم، کوی بهداری واقع شده و این اثر در تاریخ ۲۴ اسفند ۱۳۸۳ با شمارهٔ ثبت ۱۱۷۳۷ به‌عنوان یکی از آثار ملی ایران به ثبت رسیده است.